# Coglians
El Monte Coglians (en friulano, Coliàns; en alemán, Hohe Warte) es, con sus 2.780 m s. n. m., la montaña más alta de Friuli-Venecia Julia y de los Alpes Cárnicos. Se encuentra en la frontera entre Italia (provincia de Udine) y Austria (Carintia). Está situado en el municipio de Forni Avoltri (Udine). Queda al oeste del paso de Monte Croce Carnico (Plöckenpass). 
Forma parte del grupo Coglians-Mooskofel y se alcanza a través de dos vía: desde el refugio Giovanni e Olinto Marinelli, hacia el sur, o con la ferrata de la vertiente norte, más empinada. El monte Coglians, como todos los de la cordillera a la que pertenece, se caracteriza por intensos fenómenos kársticos; la gruta más profunda hasta ahora explorada es el Abisso Marinelli.

## Clasificación SOIUSA
Según la clasificación SOIUSA, el Monte Coglians pertenece a:
- Gran parte: Alpes orientales
- Gran sector: Alpes del sudeste
- Sección: Alpes Cárnicos y del Gail
- Subsección: Alpes Cárnicos
- Supergrupo: Cadena Cavallino-Peralba-Coglians
- Grupo: Cresta Coglians-Mooskofel
- Subgrupo: Macizo del Coglians
- Código: II/C-33.I-A.4.a

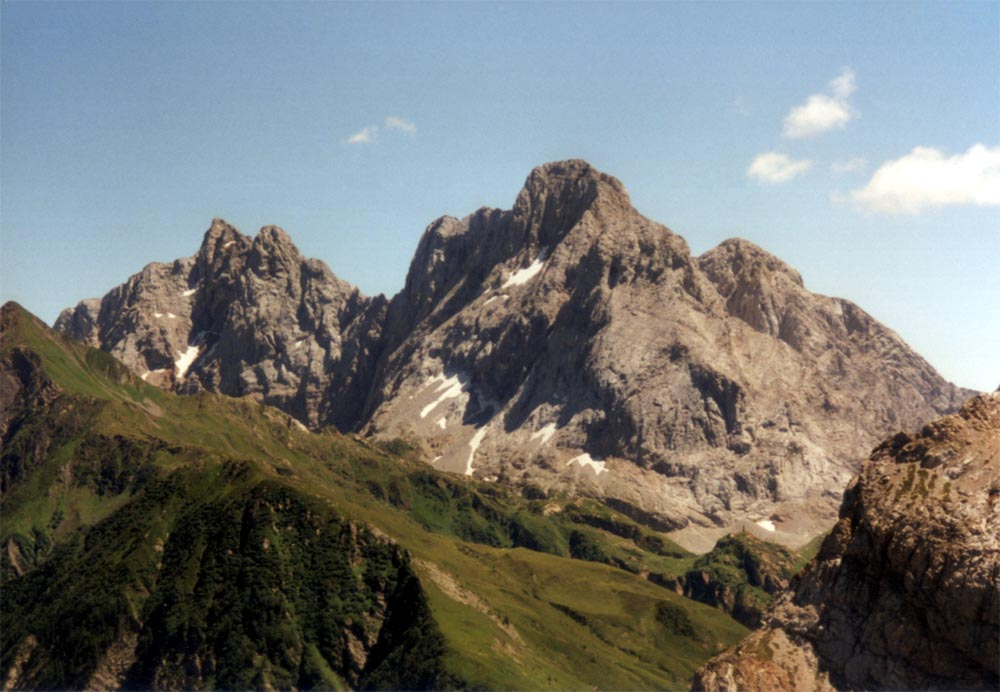
Coglians (derecha) visto desde el noroeste.
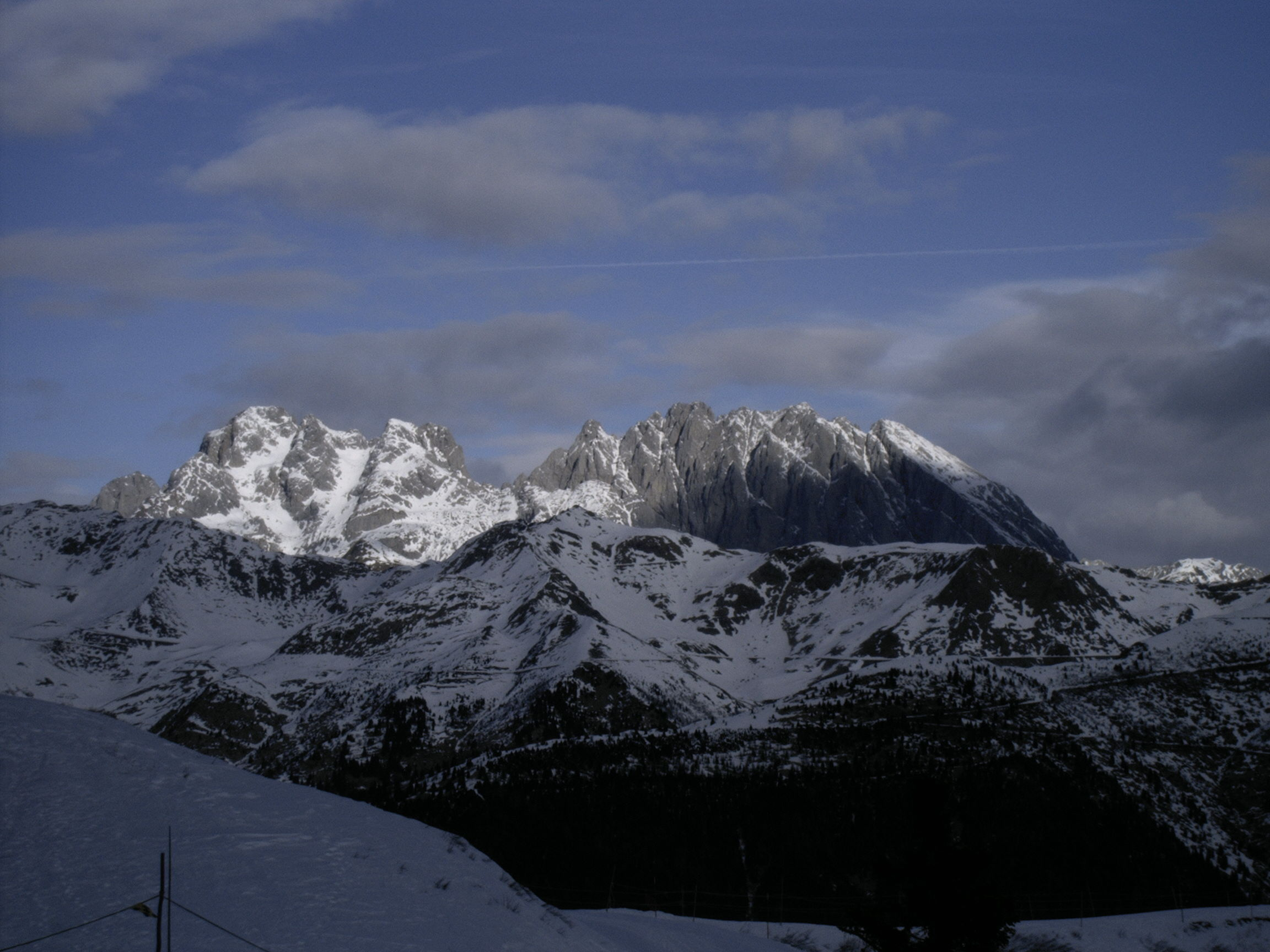
Monte Coglians visto desde el monte Zoncolan